# Lullaby and the Ceaseless Roar
Lullaby and the Ceaseless Roar — 10-й сольний альбом колишнього вокаліста британського рок-гурту «Led Zeppelin» Роберта Планта. Реліз альбому відбувся 8 вересня 2014 року під лейблами «Nonesuch» і «Warner Bros. Records». Також це перший студійний альбом Планта записаний з його гуртом підтримки «Sensational Space Shifters», хоча його назва не була вказана на обкладинці.

## Про альбом
Альбом був позитивно зустрінутий більшістю музичних критиків. «Metacritic» дав альбому 81 бал зі 100, на основі 23 оглядів. Альбом був названий одним з 50 найкращих альбомів 2014 року.

## Трекліст
| #   | Назва                                          | Автор | Тривалість |
| --- | ---------------------------------------------- | --- | ---------- |
| 1.  | «Little Maggie»                                | Народна музика, аранжування Роберт Плант, Джастін Адамс, Джон Багготт, Біллі Фуллер, Дейв Сміт, Лайем Тайсон | 5:06       |
| 2.  | «Rainbow»                                      | Плант, Адамс, Багготт, Фуллер, Тайсон                                                                        | 4:18       |
| 3.  | «Pocketful of Golden»                          | Плант, Адамс, Багготт, Джулде Камара, Фуллер, Сміт, Тайсон                                                   | 4:12       |
| 4.  | «Embrace Another Fall»                         | Плант, Адамс, Багготт, Camara, Фуллер, Сміт, Тайсон                                                          | 5:52       |
| 5.  | «Turn It Up»                                   | Плант, Адамс, Багготт, Фуллер, Сміт, Тайсон                                                                  | 4:06       |
| 6.  | «A Stolen Kiss»                                | Плант, Адамс, Багготт, Фуллер, Тайсон                                                                        | 5:15       |
| 7.  | «Somebody There»                               | Плант, Адамс, Багготт, Фуллер, Сміт, Тайсон                                                                  | 4:32       |
| 8.  | «Poor Howard»                                  | Плант, Адамс, Багготт, Камара, Фуллер, Сміт, Тайсон                                                          | 4:13       |
| 9.  | «House of Love»                                | Плант, Адамс, Багготт, Фуллер, Сміт, Тайсон                                                                  | 5:07       |
| 10. | «Up on the Hollow Hill (Understanding Arthur)» | Плант, Адамс, Багготт, Фуллер, Тайсон                                                                        | 4:35       |
| 11. | «Arbaden (Maggie's Babby)»                     | Плант, Адамс, Багготт, Камара, Фуллер, Сміт, Тайсон                                                          | 2:44       |

## Учасники запису
Музиканти
- Роберт Плант – вокал, продюсер
- «The Sensational Space Shifters» (бек-гурт): 
  - Джастін Адамс – гітари, бек-вокал
  - Лайам Тайсон – банджо, гітари, бек-вокал
  - Джон Багготт – клавіатури, петлі, бас, піаніно, табла, бек-вокал
  - Джулде Камара – коголо, бек-вокал
  - Біллі Фуллер – бас, барабан, програмування, омнікорд, контрабас
  - Дейв Сміт – барабанна установка
- Джулі Мерфі – вокал у «Embrace Another Fall»
- Нікола Павелл – бек-вокал у «Poor Howard»

Технічний персонал
- Тім Олівер – запис, мікшування
- Тім Холмс – запис
- Чед Блейк – мікшування
- Боб Людвіг – мастеринг
- Бретт Кілро і Джеффрі Хенсон – артдиректори

## Чарти
| Чарт (2014)                                          | Позиція |
| ---------------------------------------------------- | ------- |
| Австралія Australian Albums (ARIA)                   | 22      |
| Австрія Austrian Albums (Ö3 Austria)                 | 11      |
| Бельгія Belgian Albums (Ultratop Flanders)           | 15      |
| Бельгія Belgian Albums (Ultratop Wallonia)           | 6       |
| Канада Canadian Albums (Billboard)                   | 6       |
| Данія Danish Albums (Hitlisten)                      | 3       |
| Нідерланди Dutch Albums (MegaCharts)                 | 15      |
| Фінляндія Finnish Albums (Suomen virallinen lista)   | 4       |
| Німеччина German Albums (Media Control)              | 10      |
| Угорщина Hungarian Albums (MAHASZ)                   | 2       |
| Italian Albums (FIMI)                                | 10      |
| Нова Зеландія New Zealand Albums (Recorded Music NZ) | 7       |
| Норвегія Norwegian Albums (VG-lista)                 | 2       |
| Польща Polish Albums (ZPAV)                          | 4       |
| Іспанія Spanish Albums (PROMUSICAE)                  | 30      |
| Швеція Swedish Albums (Sverigetopplistan)            | 6       |
| Швейцарія Swiss Albums (Schweizer Hitparade)         | 6       |
| Велика Британія UK Albums (OCC)                      | 2       |
| США Billboard 200                                    | 10      |
| США Digital Albums (Billboard)                       | 15      |
| США Top Rock Albums (Billboard)                      | 4       |
| США Top Tastemaker Albums (Billboard)                | 3       |

### Річні чарти
| Чарт (2014)              | Позиція |
| ------------------------ | ------- |
| US Billboard Rock Albums | 61      |